# Cycas simplicipinna
Cycas simplicipinna — вид голонасінних рослин класу саговникоподібні (Cycadopsida).

## Опис
Стовбури безстеблеві, 8–14 см діаметром у вузькому місці; 2–5 листків у кроні. Листки від яскраво-зелених до темно-зелених, глянсові, довжиною 90–250 см. Пилкові шишки веретеновиді, вершкові, довжиною 15–21 см, 2.2–4 см діаметром. Мегаспорофіли 7–12 см завдовжки, коричнево-повстяні. Насіння яйцевиде, 25–27 мм завдовжки, 18–21 мм завширшки; саркотеста жовта, не вкрита нальотом.

## Поширення, екологія
Країни поширення: Китай (Юньнань); Лаос; М'янма; Таїланд; В'єтнам. Записується на висоті від 600 до 1300 м над рівнем моря. Цей вид зустрічається в більш вологих і більш захищених місцях, в глибокій тіні у високих закритих вічнозелених лісах. Рослини, як правило, розкидані і спорадичні, щільні скупчення є рідкістю. Часто зустрічаються поблизу річок.

## Загрози та охорона
Продовження розчищення земель може стати проблемою по всьому ареалу цеї рослини. Хоча середовище проживання постійно скорочується, багато груп населення залишаються у цих областях, у тому числі в природоохоронних зонах, і він не перебуває під безпосередньою загрозою зникнення.